# テレチュー2・5h
『テレチュー2.5h』（テレチューにーてんごエッチ）は、2005年10月3日から2009年3月27日までテレビ愛媛にて月曜日から金曜日の16:30 - 18:55（JST）に生放送されていたローカルワイド・コンプレックス番組である。

## 概要
- 題名の2.5hというのは全体の放送時間2時間半の意味である。専用のタイトルロゴオープニング時にのみ使用される（エンディングタイトルは『EBCスーパーニュース』ロゴ表示のまま終了、同時にテレチュー2.5h枠も終了となる）。

- 専用のオープニング・エンディング曲は用意されておらず、オープニングソングは「新鮮!まる生愛媛」のイメージソング、エンディングは『FNNスーパーニュース』のエンディング曲が用いられた。スーパーニュースは更に2部構成（コンプレックスのコンプレックス）として放送されている。

## 番組内容
第1部（16:25 - 16:53）
- 新鮮!まる生愛媛

第2部（16:53 - 17:54）
- 一番出し!スーパーニュース EBC
  - 『FNNスーパーニュース』のローカルセールス枠を放送。

第3部（17:54 - 18:55）
- EBCスーパーニュース FNN

補足
- 第1部と第2部と第3部はいずれもステブレレスで接続された。